# Medaile města Liberec
Medaile města Liberec je ocenění udělované Libercem za občanské zásluhy o toto město a to v jakémkoli oboru činnosti. Též je možné udělit je za celoživotní zásluhy laureáta. Předání medaile oceněnému provede za město jeho primátor. Již udělenou medaili nelze následně dekorovanému odejmout. K prvním laureátům patřili jeden ze zakladatelů Liberecké vlastivědy Jaroslav Tomsa, herec František Peterka či lyžařka Kateřina Neumannová.